# Архив за поселищни проучвания
„Архив за поселищни проучвания“ е научно краеведско списание за географско, историческо и стопанско проучване на селищата в българските земи и съседните области. Излиза в периода 1938 – 1941 г. в София. Редактор на списанието е Гунчо Гунчев.
В него се поместват научни приноси, стари пътеписи на чужденци, спомени, библиографски сведения и др. Отпечатва се в печатница „Култура“ в тираж 1200 – 1500 броя. Редакторският колектив включва Гунчо Гунчев, Иван Дуйчев и Васил Миков. В брой 3 и 4 редактор е д-р Здравко Гунчев, като в редакторския колектив участват Димитър Яранов и Ив. Сарафов. Брой 4 е изцяло посветен на живота и творчеството на Гунчо Гунчев.

## Броеве
- Архивъ за поселищни проучвания. Т. I-1.   София, 1938.
- Архивъ за поселищни проучвания. Т. I-2.   София, 1938.
- Архивъ за поселищни проучвания. Т. I-3.   София, 1938.
- Архивъ за поселищни проучвания. Т. I-4.   София, 1938.
- Архивъ за поселищни проучвания. Т. II-1.   София, 1939 – 1940.
- Архивъ за поселищни проучвания. Т. II-2.   София, 1939 – 1940.
- Архивъ за поселищни проучвания. Т. II-3-4.   София, 1939 – 1940.